# ستانلي كابلان
ستانلي كابلان (بالإنجليزية: Stanley Kaplan)‏ هو شخصية أعمال أمريكي، ولد في 24 مايو 1919 في نيويورك في الولايات المتحدة، وتوفي في 23 أغسطس 2009.

## وصلات خارجية
- ستانلي كابلان على موقع إن إن دي بي (الإنجليزية)